# 甘党 (ダイアナ・ガーネットの曲)
『甘党』（あまとう、Sweet Tooth）は、ダイアナ・ガーネットとバーチャルYouTuberの歌手Lumin（CV:ダイアナ・ガーネット）の楽曲であり、ダイアナ・ガーネットのメジャー11枚目のオリジナル・シングル（8枚目のデジタル・シングル）、Luminの2枚目のオリジナル・シングル（7枚目のデジタル・シングル）。
2024年9月20日に発売。発売元はLumination Records。

## 概要
前作「輝く」から2週のリリースで、ダイアナ・ガーネットの11枚目のオリジナルシングル。前作「フォニイ」から9ヵ月でのリリースで、Lumin初のオリジナルシングル。Richie Berettaが作曲編曲プロデューサー、ダイアナが歌詞、作曲編曲も参加した。
ミュージック・ビデオは「YouTube」にて特番が放送された。監督はJames Franzen、制作はRadio Gosha。
ジャケットは、ミュージックビデオの背景を表す。

## 収録曲
1. 甘党 [4:52]
  - 作詞：ダイアナ・ガーネット
  - 作曲・編曲：Richie Beretta／ダイアナ・ガーネット

## 参加アーティスト
- Lumin（ダイアナ・ガーネット） - 歌詞・作曲・編曲、ボーカル
- Richie Beretta - 作曲・編曲、プロデュース、ミックス
- Roze Quartz Mastering - マステリング